# ワエル・ゴニム
ワーイル・サイード・アッバース・ゴネイム（アラビア語: وائل سعيد عباس غنيم, IPA: [ˈwæːʔel sæˈʕiːd ʕæbˈbæːs ɣoˈneːm], 1980年12月23日 カイロ） - はエジプトのインターネット活動家、コンピュータエンジニアである。2010年1月よりGoogleの中東・北アフリカの地域幹部を担当している。エジプトの反政府デモの最中に行方不明になり、秘密警察に11日間拘束されたことをインタビューで明かしたことで国際的に有名になった。

## 人物
ワエル・ゴニムは1980年12月23日にカイロの中流家庭に生まれ、アラブ首長国連邦で育った。
2004年にカイロ大学でコンピューター工学の理学士学位を修得。2007年にカイロ・アメリカン大学でマーケティングと金融に関する経営学修士を取得した。
非政府組織の設立を発表。

## 経歴
ワエルの経歴はエジプト電子政府ポータルの開発にコンサルタントとして携わった期間も含まれる。

### 年表
- 1998年–2002年 — アラブ世界で最もアクセス数が多いウェブサイトの1つを立ち上げる手助けをした[7]。

- 2002年–2005年 — 電子メールプロバイダサービスの中東最大手であるGawab.comのマーケティング・セールスマネージャーを務める[8][9]。

- 2005年–2008年 — アラビア語の金融ポータルの中東最大手であるMubasher.infoを創立。ゼネラルマネージャーを務める[8]。

- 2008年11月–2010年1月 — Googleエジプトを拠点にGoogle中東・北アフリカの地域製品・マーケティングマネージャーを担当[10]。

- 2010年1月–現在 — ドバイのドバイインターネットシティ（英語版）にあるGoogleアラブ首長国連邦オフィスを拠点にGoogle中東・北アフリカの地域幹部を務めている[11][12]。

## 2011年エジプト革命で英雄となる
2011年1月、ワエルは個人的理由としてGoogleにエジプトへ戻ることを告げ、社会不安の最中にあるエジプトへの到着後、1月27日に行方不明になった。彼の家族が、アル＝アラビーヤや他の国際メディアで彼が行方不明になったと発言した。Googleもまた、彼が行方不明になったことを公式に声明した。クリス・ディボーナやハビーブ・ハッダドといった多くのブロガーが彼の居場所を探す運動を行った。2月5日、エジプトの反政府有力者であるムスタファ・エルナガーはワエル・ゴニムは、当局に拘束されているが生きており、数時間以内に釈放されると発表した。2月6日、アムネスティ・インターナショナルはエジプト当局に彼の居場所の公開と釈放を要求する声明を出した。
ワエルは11日間の拘束後、2月7日に釈放された。その際に「我々は要求を止めてはならない。これは新たなる政権の出発点だ」と発言し、デモ参加者の大歓迎を受けた。ワエルは、エジプトのドリームTVで放送されているモナ・エルシャズリー司会の番組「10:00pm」に出演した。インタビューではデモ参加者を賞賛しながらも、死んだデモ参加者の名前を写真付きで司会者が読み上げた時、ワエルは悲しさのあまり号泣、カメラの映らない場所に退避したときは司会者もフォローした。また、同じインタビューでデモ参加者にムバラク退陣を自分以上に求めることを促したと発言。ムバラク政権を再度「くず」と表現した。また、エジプトのために尽くすとともに妻の実家があるアメリカ合衆国に出国することは決して無いと断言した。
2月9日、ワエルはタハリール広場の群衆に対して講演を行った。反政府デモ参加者に「これは一個人のためでも政党のためでも運動のための時間でもない。『エジプトは一つ』と我々が声を挙げるための時間だ」と発言した。

## 家族
アメリカ人の夫人との間に、2人の子どもを授かる。